# One More Car, One More Rider
One More Car, One More Rider ist ein Doppelalbum des britischen Rockmusikers Eric Clapton, das am 18. und 19. August 2001 im Staples Center während der Reptile World Tour live aufgenommen wurde. Das Album erschien am 5. November 2002 unter den Labels Duck- und Reprise Records auf CD und DVD.
Auf der DVD ist der von Billy Preston gesungene Song Will It Go Round in Circles im Gegensatz zu der CD-Version enthalten. Während der Aufnahmen führten Brian Lockwood und Danny O’Bryen Regie.

## Titelliste (CD)
CD 1
1. Key to the Highway (Broonzy, Charles Segar) – 3:41
2. Reptile (Clapton) – 5:59
3. Got You on My Mind (Howard Biggs, Joe Thomas) – 3:51
4. Tears in Heaven (Clapton, Jennings) – 4:34
5. Bell Bottom Blues (Clapton) – 5:02
6. Change the World (Kennedy, Wayne Kirkpatrick, Tommy Sims) – 6:16
7. My Father’s Eyes (Clapton) – 8:34
8. River of Tears (Clapton, Climie) – 8:59
9. Going Down Slow (Saint Louis Jimmy) – 5:34
10. She’s Gone (Clapton) – 6:58

CD 2
1. I Want a Little Girl (Murray Mencher, Billy Moll) – 4:38
2. Badge (Clapton, Harrison) – 6:02
3. Hoochie Coochie Man (Dixon) – 4:30
4. Have You Ever Loved a Woman (Myles) – 7:53
5. Cocaine (Cale) – 4:20
6. Wonderful Tonight (Clapton) – 6:42
7. Layla (Clapton, Gordon) – 9:16
8. Sunshine of Your Love (Clapton, Bruce, Peter Brown) – 7:11
9. Over the Rainbow (Arlen, Harburg) – 6:33

## Titelliste (DVD)
1. Key to the Highway (Broonzy, Segar) – 3:41
2. Reptile (Clapton) – 5:59
3. Got You on My Mind (Biggs, Thomas) – 3:51
4. Tears in Heaven (Clapton, Jennings) – 4:34
5. Bell Bottom Blues (Clapton) – 5:02
6. Change the World (Kennedy, Kirkpatrick, Sims) – 6:16
7. My Father’s Eyes (Clapton) – 8:34
8. River of Tears (Clapton, Climie) – 8:59
9. Going Down Slow (Jimmy) – 5:34
10. She’s Gone (Clapton) – 6:58
11. I Want a Little Girl (Mencher, Moll) – 4:38
12. Badge (Clapton, Harrison) – 6:02
13. Hoochie Coochie Man (Dixon) – 4:30
14. Have You Ever Loved a Woman (Myles) – 7:53
15. Cocaine (Cale) – 4:20
16. Wonderful Tonight (Clapton) – 6:42
17. Layla (Clapton, Gordon) – 9:16
18. Will It Go Round in Circles (Preston) – 3:31
19. Sunshine of Your Love (Clapton, Bruce, Brown) – 7:11
20. Over the Rainbow (Arlen, Harburg) – 6:33

## Rezeption und Charts
Allmusic-Kritiker Stephen Thomas Erlewine bezeichnete Claptons Gitarrenspiel als „perfekt in Ordnung, aber niemals interessant.“ Er vergibt nur zwei der fünf möglichen Bewertungseinheiten für das Album und fasst es als ein Album zusammen, das für Fans tauglich sei, die mehr an Clapton interessiert seien, aber nicht an seiner Musik. Tom Moon von der Zeitschrift Rolling Stone vergibt drei von fünf möglichen Sternen für das Werk und vermerkt, „wie schmerzhaft oft klar wird, dass dieses Auto mit Geschwindigkeitsregler“ unterwegs ist.
Das Album erreichte Platz 21 der deutschen Charts und blieb insgesamt elf Wochen in den Charts. In Österreich und der Schweiz konnte sich One More Car, One More Rider nur auf den Rängen 37 und 26 positionieren. Im Vereinigten Königreich belegte das Album Platz 69 und verweilte nur eine Woche in den UK Top 40. In den Vereinigten Staaten erreichte das Album Platz 43 der Billboard 200 im Jahr 2002 und Rang 102 der Top-Internet-Albums-Chart.

## Verkaufszahlen

### Album
| Land/Region     | Auszeichnungen für Musikverkäufe (Land/Region, Auszeichnung, Verkäufe) | Verkäufe |
| --------------- | ---------------------------------------------------------------------- | -------- |
| Brasilien (PMB) | Gold                                                                   | 50.000   |
| Japan (RIAJ)    | —                                                                      | 54.000   |
| Insgesamt       | 1× Gold ·                                                              | 104.000  |

Hauptartikel: Eric Clapton/Auszeichnungen für Musikverkäufe

### Videoalbum
| Land/Region               | Auszeichnungen für Musikverkäufe (Land/Region, Auszeichnung, Verkäufe) | Verkäufe |
| ------------------------- | ---------------------------------------------------------------------- | -------- |
| Brasilien (PMB)           | Gold                                                                   | 25.000   |
| Vereinigte Staaten (RIAA) | Platin                                                                 | 100.000  |
| Insgesamt                 | 1× Gold · 1× Platin ·                                                  | 125.000  |

Hauptartikel: Eric Clapton/Auszeichnungen für Musikverkäufe